# Abdelhakim Omrani
Pour les articles homonymes, voir Omrani.
Abdelhakim Omrani, né le 18 février 1991 à Freyming-Merlebach, est un footballeur franco-algérien évoluant au poste de milieu ou attaquant à l'US Forbach.
Il est le frère du footballeur Billel Omrani et de l'athlète Yassmina Omrani.

## Biographie
Abdelhakim Omrani commence sa carrière professionnelle au RC Lens en 2008. Il joue son premier match sous le maillot lensois à Angers en remplaçant Dejan Milovanović le 9 mars 2009, avant d'être champion de Ligue 2 cette même saison. Malgré n'avoir joué aucun match avec l'équipe première la saison suivante, il signe son premier contrat pro. 
Il joue son premier match de Ligue 1 le 22 janvier 2011 face au Stade Malherbe Caen en remplaçant Grégory Sertic. En quatre saisons, il ne porte les couleurs de l'équipe première que quatre fois dont deux fois en Ligue 1, avant de rejoindre Le Mans, pensionnaire de Ligue 2.
Il joue son premier match au Mans le 15 février 2013 face à Stade Malherbe Caen en remplaçant Joseph Mendes. C'est au Mans, lors de la seconde partie de saison qu'il commence à trouver du temps de jeu et dispute treize rencontres de Ligue 2, avant de se retrouver libre en fin de saison à la suite de la liquidation financière du club.
Il rejoint alors le Nîmes Olympique le 13 novembre 2013. Trois jours plus tard, il porte la première fois le maillot nîmois en Coupe de Frace au Dijon FCO. Il trouve sa place dans l'équipe première dès la première saison en disputant vingt-deux rencontres pour trois buts mais joue beaucoup moins la saison suivante, ne totalisant que huit matchs pour deux buts toutes compétitions confondues.
Le 30 juillet 2015, il rejoint les Chamois niortais pour une durée d'une saison. Il joue dix-neuf matchs et marque un but lors de cette saison.
Le 5 septembre 2016, il rejoint le Club Sportif Sedan Ardennes en National pour la saison 2016-2017.
Le 6 septembre 2017, il rejoint Oldham Athletic qui évolue en troisième division anglaise.
En juillet 2018, il intègre le Royal Excelsior Virton en Belgique où il ne joue aucun match et quitte le club dès janvier 2019, pour s'engager avec le club roumain du FC Dunărea Călărași, évoluant en première division. Ne jouant que 25 minutes lors de la saison 2018-2019, il assiste impuissant à la relégation du club en Liga II.
En 2020, il signe en faveur du RFCU Luxembourg où il passe trois saisons.

## Palmarès
Avec le RC Lens, il est Champion de France de Ligue 2 en 2009.